# Cantonul Primorje-Gorski Kotar
Cantonul Primorje-Gorski Kotar este una dintre cele 21 unități administrativ-teritoriale de gradul I ale Croației. Are o populație de 305.505 locuitori (2001). Reședința sa este orașul Rijeka. Cuprinde 14 orașe și 22 comune.